# Irving Penn
Irving Penn (født 16. juni 1917, død 7. oktober 2009) var en amerikansk fotograf, der var anerkendt som en af sin generations store portræt- og modefotografer.
Irving Penn var i en periode tilknyttet modemagasinet Vogue, for hvilket han gjorde sig bemærket med sine kunstnerisk prægede fotografier og sine utraditionelle layouts. Dette gjorde ham kendt og gav ham mulighed for at tage portrætter af en række kendte personer som Pablo Picasso, Marlene Dietrich, Ingmar Bergman, Igor Stravinsky og Miles Davis, men han portrætterede også almindelige mennesker. Hans stil var at placere de portrætterede i et "nøgent" studie, så omgivelserne ikke distraherede beskuerens indtryk. Desuden lavede han deciderede kunstbilleder af dagligdags genstande.
Han har haft flere separatudstillinger på førende museer, blandt andet Metropolitan Museum of Art i New York og J. Paul Getty Museum i Los Angeles.